# Johann Gottfried Gutensohn
Johann Gottfried Gutensohn, česky také Jan Gutensohn (pokřtěn 24. června 1792, Dürrenroth (Bern); zemřel 19. dubna 1851, Mnichov) byl německý architekt období historismu, stavební úředník, grafik a krátce pedagog Akademie výtvarných umění v Praze. V Čechách navrhl monumentální kostel v Mariánských Lázních a bývalou budovu radnice v Děčíně.

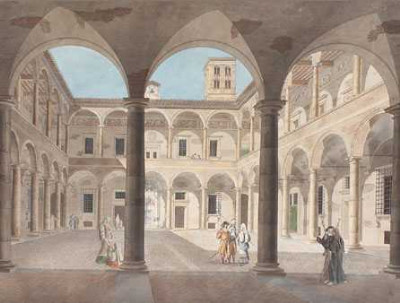
Dvůr kláštera Santo Spirito, Řím, lept, 1821

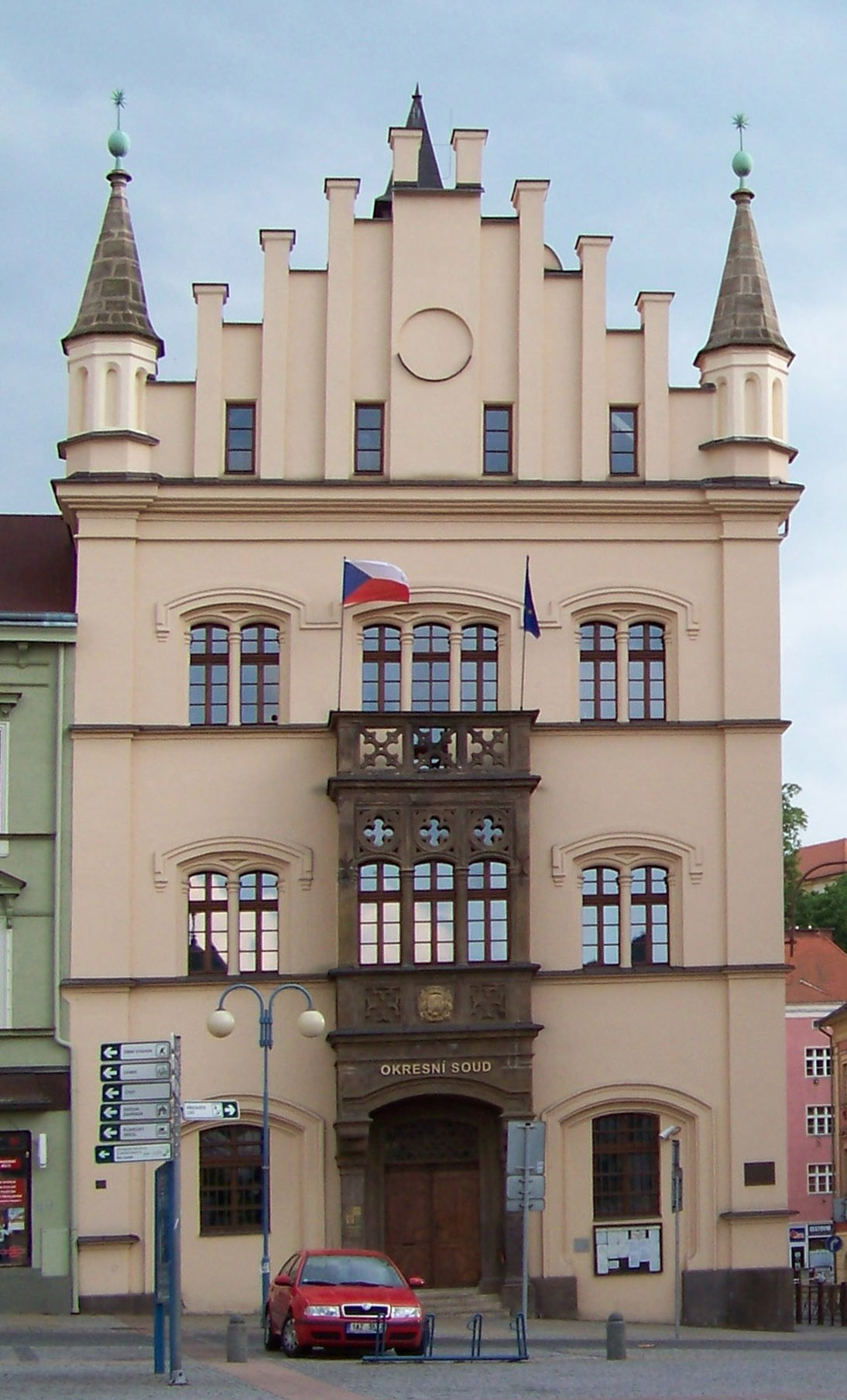
Okresní soud v Děčíně

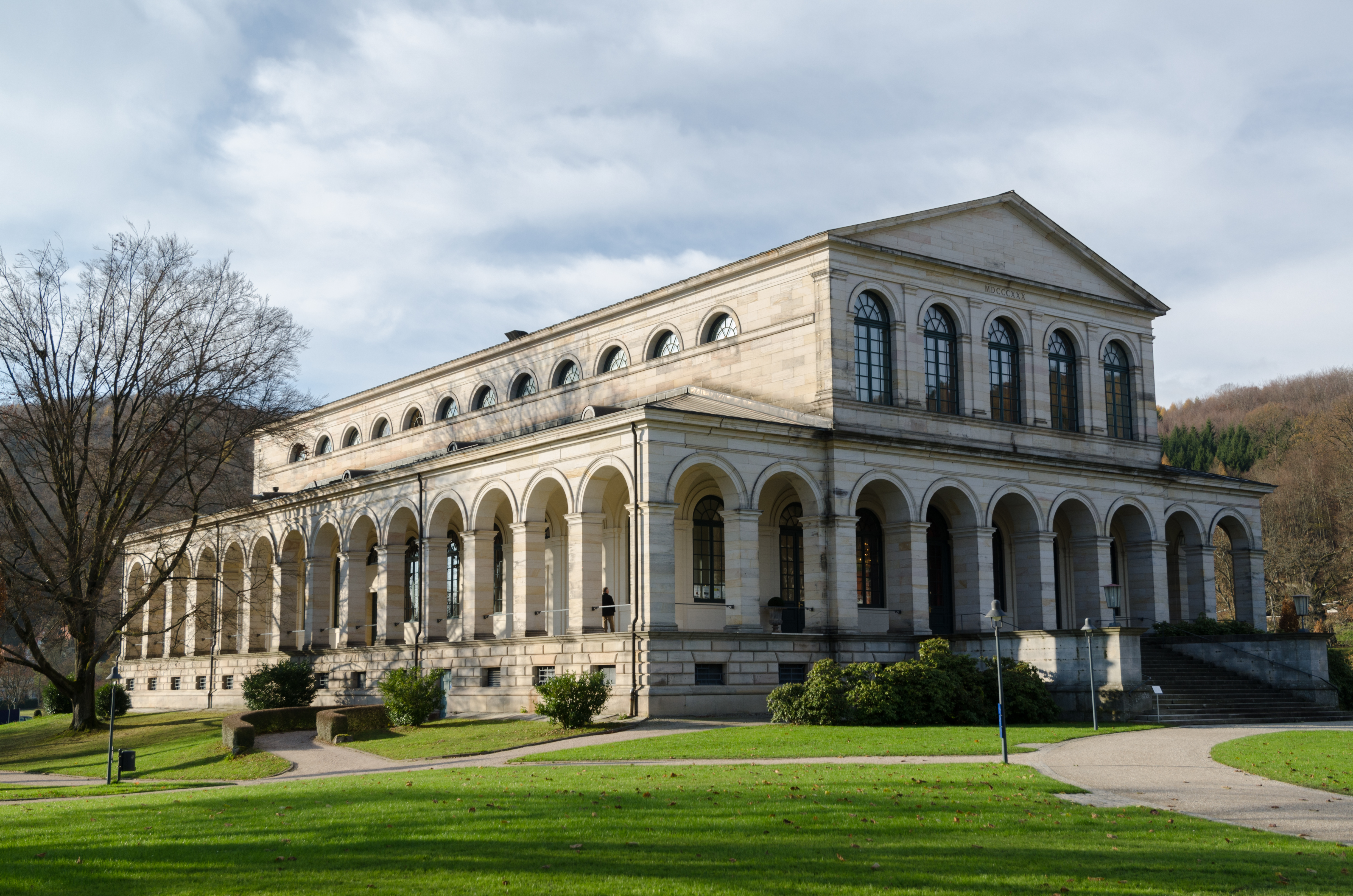
Lázně Bad Brückenau

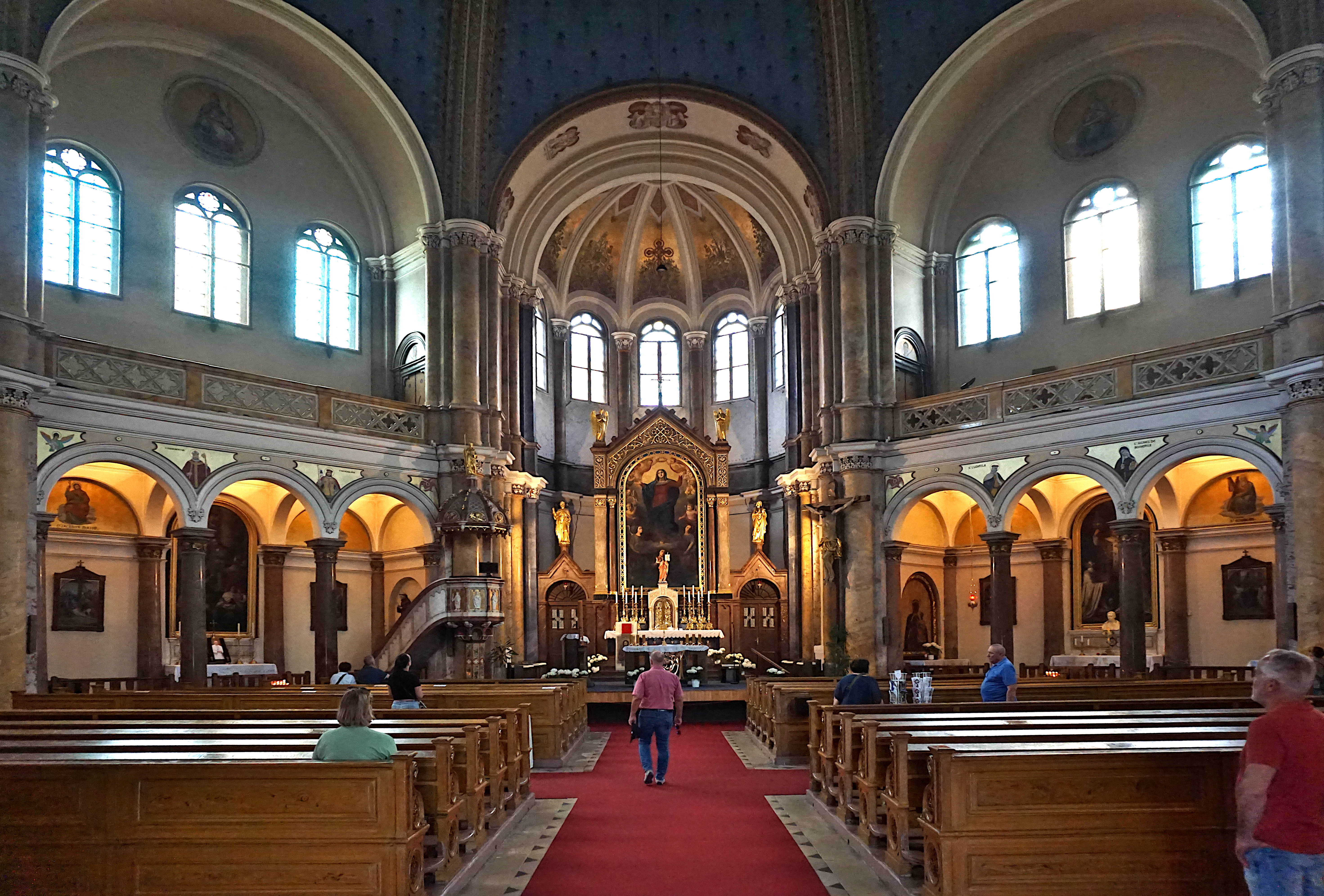
Interiér kostela v Mariánských Lázních

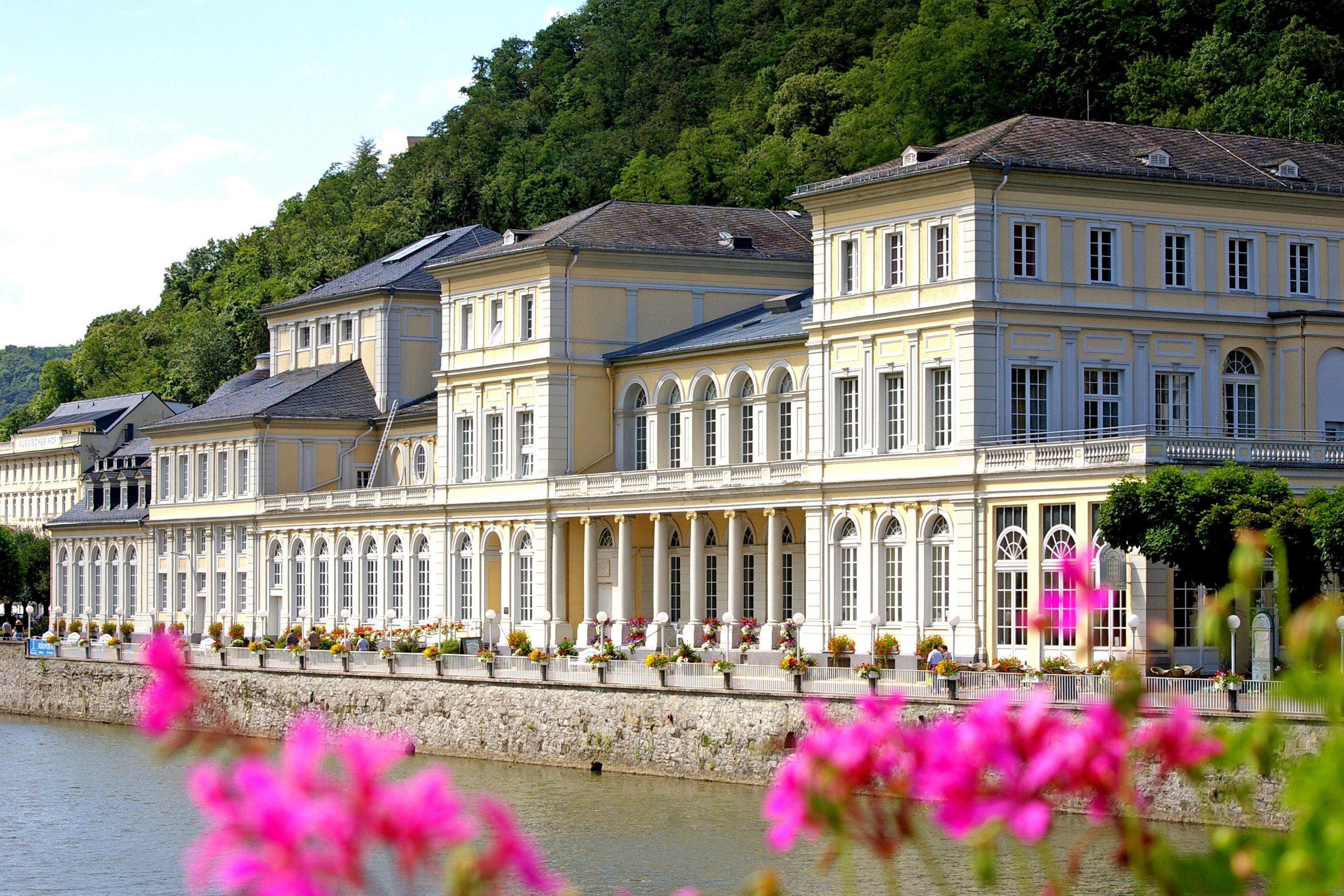
Lázně Bad Ems

## Život
Gutensohn vyrůstal v chudé rodině, původem z Lindau, kam se početná rodina vrátila ze Švýcarska po smrti otce a žila nuzně na náklady obce. Zda Johann Gottfried získal dostatečné základní a středoškolské vzdělání, nelze prokázat. Ale dokázal složit přijímací zkoušky na Akademii výtvarných umění v Mnichově a vystudovat tam v oddělení architektury. Po absolutoriu zpočátku pracoval jako asistent  Lea von Klenze, který mu zařídil bavorské královské stipendium na pobyt v Římě. Gutensohn žil v Římě v letech 1819–1823, kde se mimo jiné věnoval kopírování kreseb a obrazů historické architektury. Kresby převáděl technikou barevného leptu do grafických listů.  Od roku 1822 publikoval výsledky této práce v knize společně s Johannem Michaelem Knappem. Lepty vystavil samostatně na výstavě německých umělců v Římě. Zúčastnili se jí i dva nazaréni: malíř Friedrich Overbeck a sochař Johannes Leeb. Alba římských památek byla v tehdejším období začínající turistiky velmi populární.
V roce 1822 Gutensohn získal stálé místo v Královské bavorské stavební správě v Mnichově jako dvorní stavební dozor. Ještě v Římě, v roce 1827, spolu s Josephem Thürmerem navrhl plány lázeňské dvorany v Bad Brückenau, lázeňském letovisku, které si oblíbil král Ludvík I. Bavorský. V roce 1827 se vrátil do Mnichova. V roce 1832 doprovázel nového řeckého krále Otu I. (z německpho rodu Wittelsbachů) na cestě do Řecka v naději, že se stane jeho dvorním architektem. Tato naděje se nenaplnila, a tak se v roce 1834 vrátil do Mnichova. Naděje na stavební zakázky rozšíření mnichovské královské rezidence byly také zmařeny. Král Ludvík dal přednost architektům Leovi von Klenze a Fridrichu Gärtnerovi.
V témže roce král Ludvík poslal Gutensohna do Würzburgu jako vládního stavebního inženýra pro Dolních Franky a Aschaffenburg, což bylo úřednické místo, které architekt přijal jen neochotně a opakovaně se mu snažil uniknout. V roce 1835 byl pověřen stavbou lázeňské budovy v Bad Ems, která byla dokončena v roce 1839. Gutensohnův inovativní koncept pro obojí lázně Bad Brückenau a Bad Ems, architektura dvorany inspirovaná renesančními paláci a římskými vilami, byl považován za skvělý příklad historizující lázeňské architektury. Jako vládní úředník v Bad Kissingenu mohl naplánovat a postavit tři lázeňské domy, které se dochovaly: tzv. Westendhaus MUDr. Welsche, dům lékárníka Boxbergera a dům lékaře MUDr. Ballinga.

## Závěr kariéry v Čechách
V letech 1842–1844 učil na Akademii výtvarných umění v Praze. V roce 1842navrhl a postavil novogotickou budovu staré radnice v Děčíně. V roce 1843 byl na objednávku tepelského opata Mariana Heindla pověřen stavbou novorománského kostela Nanebevzetí Panny Marie v Mariánských Lázních, který byl dokončen v roce 1848. 
Kvůli neustálým sporům s nadřízenými a své nemoci byl v roce 1844 nucen odejít do důchodu. 
Gutensohn zemřel v Mnichově 19. dubna 1851. Byl pohřben na mnichovském Jižním hřbitově. Jeho hrob se nedochoval.

## Stavby
- Přístavba letního sídla knížete-biskupa v Bad Brückenau, 1827–1828
- Lázeňský dům, Bad Brückenau, 1827–1833
- Lázeňský dům v zámeckém parku zámku Weißenstein v Pommersfeldenu, 1832
- Lázeňský dům Bad Ems, 1835–1839
- Boxbergerův dům v Bad Kissingen, Untere Marktstraße 12, 1836–1838
- Farní kostel sv. Mikuláše v Eisingen, 1836–1838
- Westend Haus v Bad Kissingen, Bismarckstraße 24, kolem roku 1840
- Míčovna v Bad Kissingen, kolem roku 1840
- Radnice (nyní Okresní soud) v Děčíně, 1842–1843
- Děkanský  kostel v Mariánských Lázních, 1844–1848